# Blepephaeus grisescens
Blepephaeus grisescens är en skalbaggsart som beskrevs av Hüdepohl 1998. Blepephaeus grisescens ingår i släktet Blepephaeus och familjen långhorningar.
Artens utbredningsområde är Burma. Inga underarter finns listade.